# Gibson CS-336
Gibson CS-336 je kytara od Gibson Guitar Corporation, představená v roce 2001. CS-336 je zmenšená verze vysoce uznávané kytary Gibson ES-335.